# Eukromatin
Eukromatin je transkripcijski aktivan kromatin. Pri kromosomskom pruganju čini R-pruge. Smješten je u krakovima kromosoma. Za vrijeme interfaze je dekondenziran. Genetički je uglavnom aktivan.